# 秦生祥
秦生祥（1957年2月—），湖北省监利市人，中国人民解放军海军上将。曾任中国人民解放军海军政治委员。中共第十九届中央委员。

## 生平
1977年入伍，后加入中国共产党。中共中央党校函授学院经济管理专业毕业。长期在解放军总部机关工作，历任中国人民解放军总政治部组织部副部长、部长等职。2012年10月，接替升任中国人民解放军副总参谋长的王冠中任中央军事委员会办公厅主任。2016年，在深化国防和军队改革中，出任中央军事委员会办公厅主任兼中央军事委员会改革和编制办公室主任。2017年1月，明确为正战区级。2017年8月，任中国人民解放军海军政治委员。
2007年，晋升少将军衔。2015年7月晋升中将军衔。2019年7月晋升海军上将军衔。
2013年，当选第十二届全国人民代表大会解放军代表。2018年2月24日，当选为第十三届全国人大代表。